# Scarlett O’Hara (Cocktail)

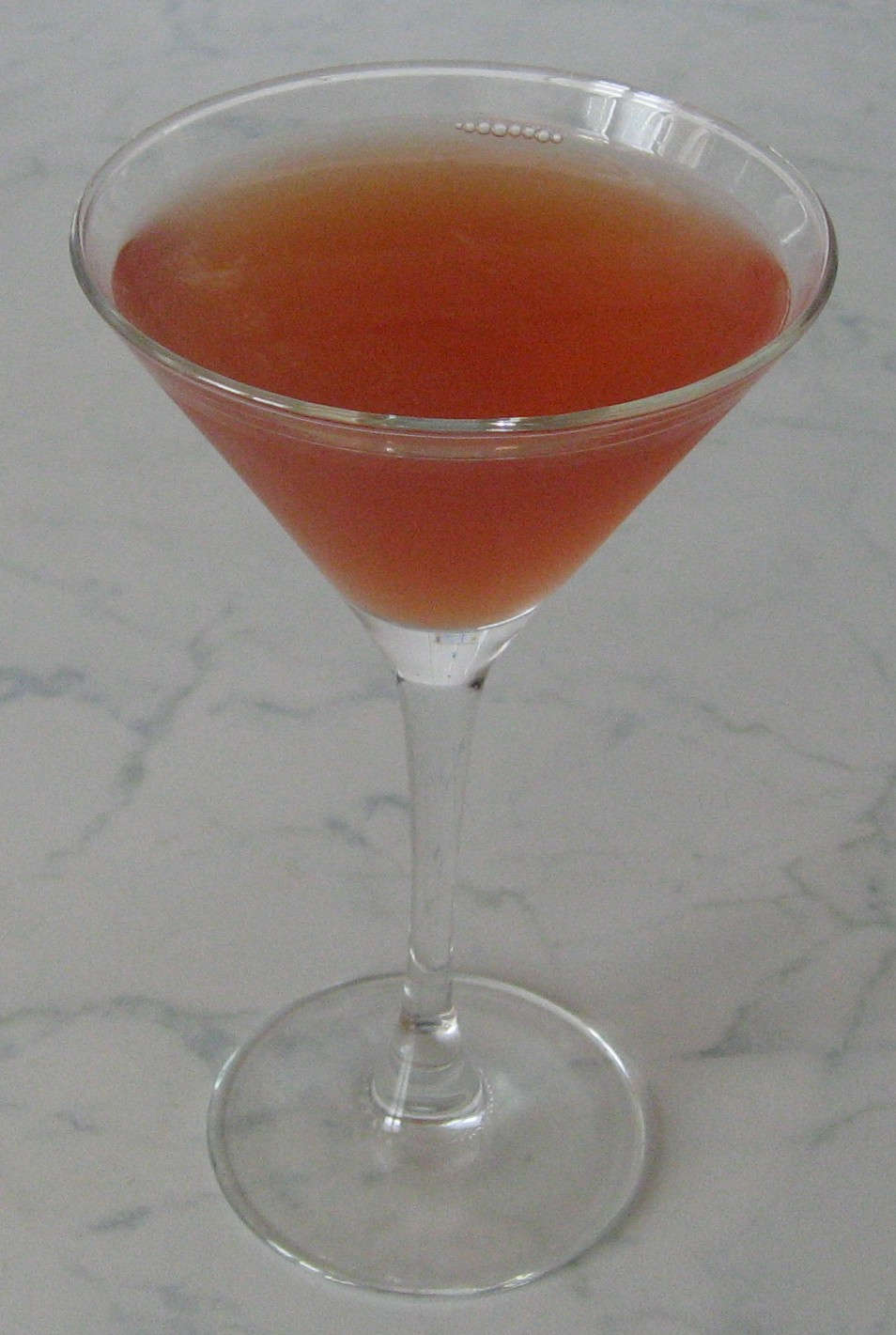
Scarlett O’Hara Cocktail

Scarlett O’Hara ist ein Cocktail. Er wurde 1939 anlässlich des Filmstarts von Vom Winde verweht kreiert und nach dessen von Vivien Leigh verkörperten weiblichen Hauptfigur benannt.
Er besteht aus Southern Comfort, Cranberry- oder Preiselbeersaft sowie Limetten- oder Zitronensaft. Der Geschmack ist fruchtig und süß sowie leicht herb.